# Rostorps gård
Rostorp är en herrgård i Skummeslövs socken, Laholms kommun, Halland. Grannfastighet är Skottorps slott, under vissa perioder har båda fastigheterna haft samma ägare, von Krassow.